# Гукасян, Вардан Николаевич
Вардан Николаевич Гукасян (арм. Վարդան Կոլյայի Ղուկասյան; род. 20 января 1961, Гюмри) — армянский государственный деятель.
- 1978—1981 — Кироваканский торгово-экономический техникум. Удостоен почётного звания «профессора армянского отделения естественных и общественных наук» (2004).
- 1981—1984 — Ширакский университет экономики и управления. Экономист. Награждён «Золотым венцом» олимпийского комитета Армении, медалью РФ «15-я годовщина землетрясения в Армении» (2004),
- 2003—2008 — Гюмрийский государственный педагогический институт им. М. Налбандяна. Награждён орденом Нансена, медалью премьер-министра по случаю 15-й годовщины независимости, медалью «Акоп Мегапарт» за вклад в развитие города Гюмри, указом президента Армении награждён «Медалью Анании Ширакаци» (2006).
- 1984—1988 — работал товароведом в системе управления торговли Ленинакана.
- С 1988 — участвовал в армяно-азербайджанском конфликте в Нагорном-Карабахе, содействовал армянским вооружённым силам
- С 1994 — занимается фермерской деятельностью. С 1999 по 2012 — мэр Гюмри. За счет собственных средств восстановил церковь «Святое Знамение» в Гюмри.